# Seresam
Seresam is een bestuurslaag in het regentschap Indragiri Hulu van de provincie Riau, Indonesië. Seresam telt 2689 inwoners (volkstelling 2010).